# El Castellar-l'Oliveral
El Castellar-l'Oliveral és un barri i pedania de la ciutat de València pertanyent al districte dels Pobles del Sud. Tenia 6.798 habitants censats l'any 2022 segons l'ajuntament de València, que classifica el barri amb el codi 19.2.

## Geografia

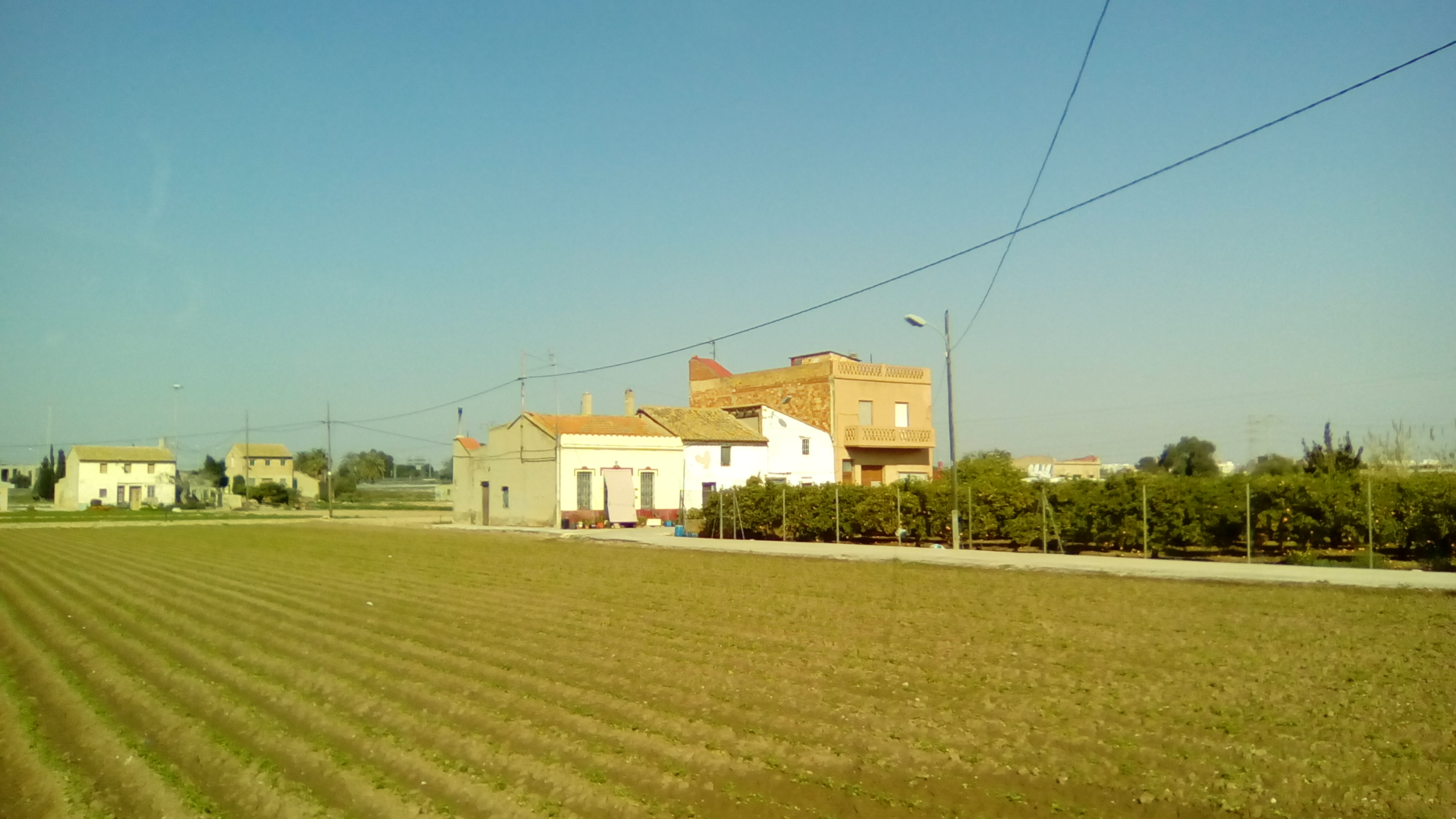
L'horta d'el Castellar-l'Oliverar

El barri i pedania del Castellar-l'Oliverar es troba localitzat a la part nord-est del districte dels Pobles del Sud, situat a la part meridional del terme municipal de València. El barri limita al nord i separats pel nou riu Túria i la V-30 amb el barri de la Punta, al districte de Quatre Carreres; al sud amb Alfafar i Sedaví i el Parc Natural de l'Albufera; a l'est amb Pinedo i a l'oest amb el Forn d'Alcedo i Sedaví.
A l'est del barri s'estén una ampla zona d'horta, mentre a l'oest topa amb la pista de Silla. Davant del barri, però ja al nord del riu Túria, es troba Mercavalència. El barri inclou els nuclis dels Tamarits, el Tremolar, el Poblet, les Cases de Panolla i les Cases de Barquer.

### Nomenclàtor
- C/ Ador
- C/ Agustín Velarte Morte
- C/ Alacreus
- C/ Alfafar
- C/ Alqueria d'Asnar
- C/ Arboreda
- C/ Arbres
- C/ Aurora
- C/ Baluard
- Senda Barquero
- C/ Bellreguart
- C/ Benicàssim
- C/ Campana
- C/ Castelló de l'Albufera
- C/ Ciutat
- C/ Comare Carmen Soler
- C/ Crist del Refugi
- C/ Doctor Ricardo Aparici
- Av. Doctor Ruiz i Comes
- C/ Glòria
- C/ Major de Castellar
- C/ Pintor Alberto Gisbert
- C/ Pintor Rafael Mocholí
- Pl. Riu Llobregat
- C/ Rocio
- C/ Sant Martí de Porres
- C/ Vilallonga

### Llocs de rellevància
- Església parroquial de la Mare de Déu del Rosari i de Lepanto del Castellar: construïda el 1868 o 1869. Durant la Guerra Civil es va utilitzar com a magatzem. Anys després, el 1947, es restauraren les imatges, les pintures i els retaules. Només té un campanar, l'altre està per construir. És d'estil classicista, encara que el seu interior podria classificar-se com a barroc. La planta és de creu llatina i té tres naus, la central amb bóveda de canyó, sent les altres dos de menor altura.
- Església parroquial de Sant Martí de Porres de l'Oliveral: es començà a construir el 1973 i va ser finalitzada el 2001. Fins aleshores, els habitants de l'Oliveral celebraven les cerimònies religioses en una casa particular habilitada per a eixa finalitat.
- Teatre l'Horta: amb 228 seients. La Junta Central Fallera celebra allí el seu concurs de teatre. La companyia Albena Teatre[3] ha representat algunes obres allí.[4]

## Història

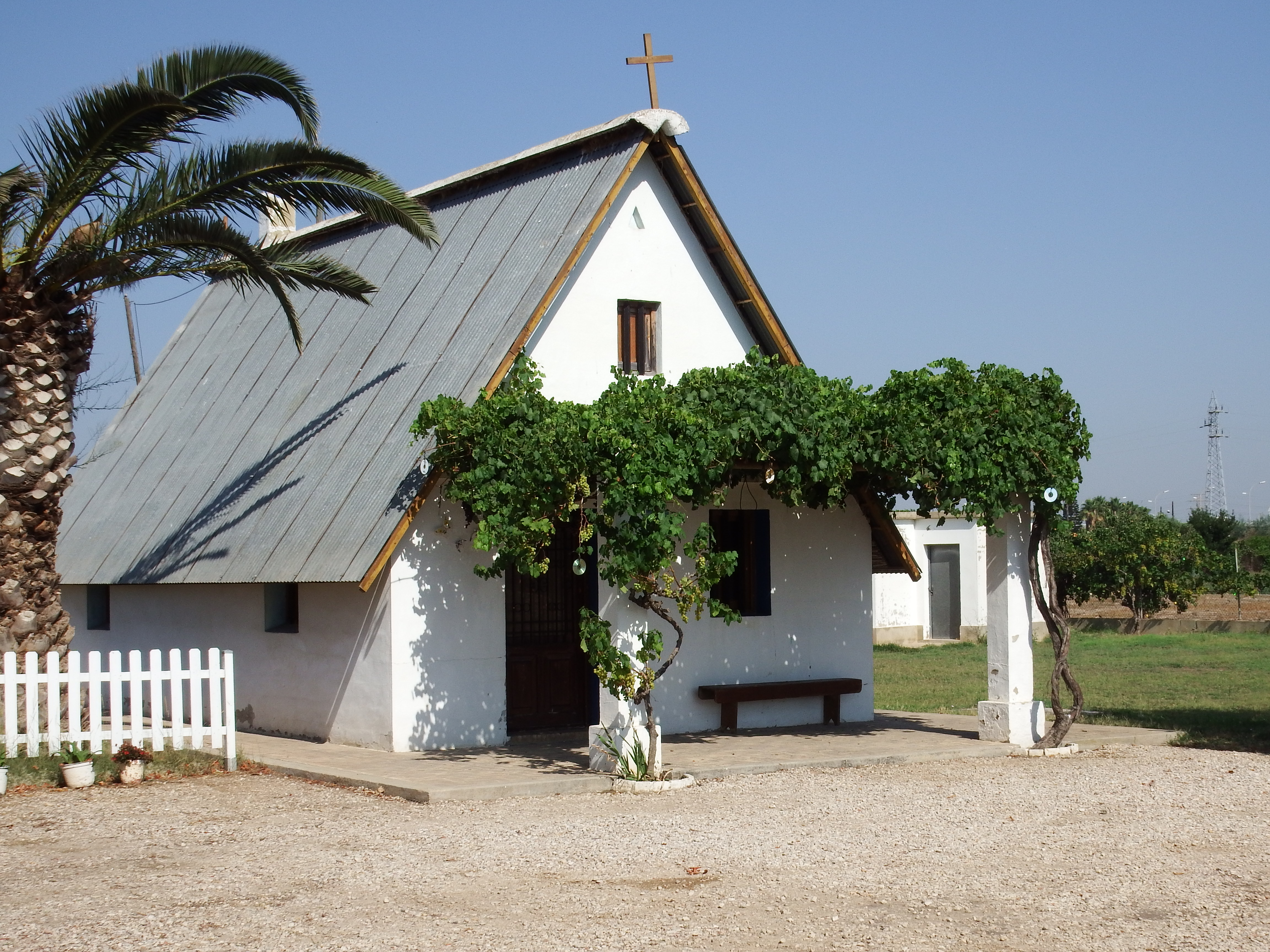
La barraca és l'habitatge tradicional

El actual topònim, Castellar-Oliveral, procedix de la unió de dos barris diferents: Castellar (al nord de la Carrera del Pi) i Oliverar (al sud). Antigament es va creure que Castellar es denominava així per haver aparegut arran d'una Alqueria propietat de Luis Castellá de Vilanova en el segle xvii. Hi ha constància, en tot cas, que aquella alqueria es trobava al terme de Burjassot. Es creu que el nom de Castellar té el seu orige a l'alqueria andalusí de Castelló de l'Albufera, que apareix al Llibre del Repartiment de Jaume I segons unes donacions fetes a març de 1238. L'Oliverar, per la seua banda, té el seu origen en les oliveres plantades en l'elevació on va aparéixer el poble més avant.

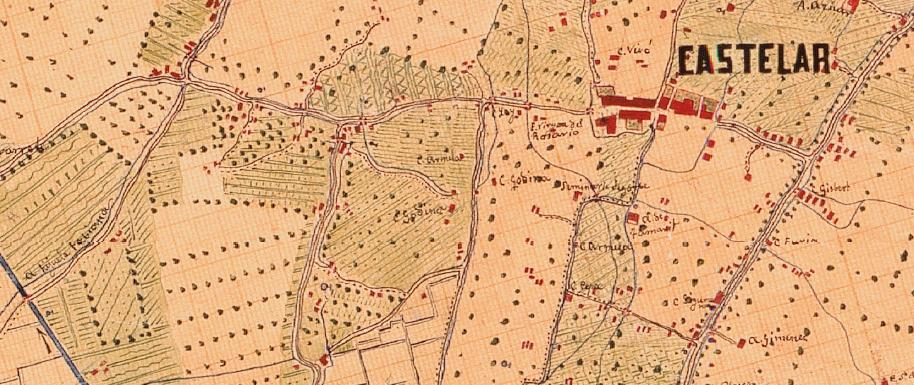
Mapa del Castellar l'any 1883

El nucli de Castellar va tindre origen possiblement en l'alqueria andalusina anomenada Castelló de l'Albufera i que Jaume I va donar entre el 28 i 29 de març a 72 pobladors, dividint-la en tres seccions segons l'amarra de tres vaixells: Vaixell de Na Palafrugell, Vaixell de Petrixol i Vaixell d'En Cap de Ferre. No obstant això, els pobladors no van acudir en el termini previst, i el 20 de maig del mateix any el rei la va oferir a Raimon Gaucelm «[…] tota íntegra, amb la jurisdicció i domini reals, excepte molins i forns». Com que tampoc va aparéixer, Jaume I, que semblava interessat en repoblar estes terres, va oferir-la de nou el 6 de maig de 1240 a «Martí Pereç d'Asqueta, Sanç de Poreyla, Jordá de Tudela, Joan Martíneçen de Navalles, Enyego Eiximén i a tots els navarresos que pogueren poblar-ho [...]». Tampoc esta donació es va adjudicar i finalment, l'1 de setembre de 1240, es va donar «a Guillem Gerrel, Raboaut Oltorasch, Bernat Vives, Ferran Robert, Bernat Mercer, Berenguer Mascó, Doménec d'Aïnsa, Ramon i Guillem Serrador, Bertran i Pere Dauder i Cresques de Bellcaire, el castell o la vila de Castelló de l'Albufera, íntegra, amb tot»
Fins a finals del segle xviii la població va ser dispersa, principalment composta de barraques, alqueries i cases de llauradors. Aleshores, al voltant d'una xicoteta ermita va sorgir el nucli de l'actual Castellar. Ja a principis del segle xix, va passar a dependre de Russafa i augmentar notablement la seua població. En 1869 ja comptava amb nombroses botigues i l'església, que es va començar a construir a 1862, estava acabada. Al sud del poble, en una elevació plantada d'oliveres, va aparéixer un nucli de població que va rebre el nom d'Oliverar. A partir de 1960 la pedania va créixer ràpidament amb illes d'edificis compactes. Ambdós nuclis es van fusionar, si bé encara hi ha zones no consolidades.

## Demografia
Activitats econòmiques (2024)
| Gràfica d'evolució de El Castellar-l'Oliveral entre 1940 i 2021 |
|                                                                 |

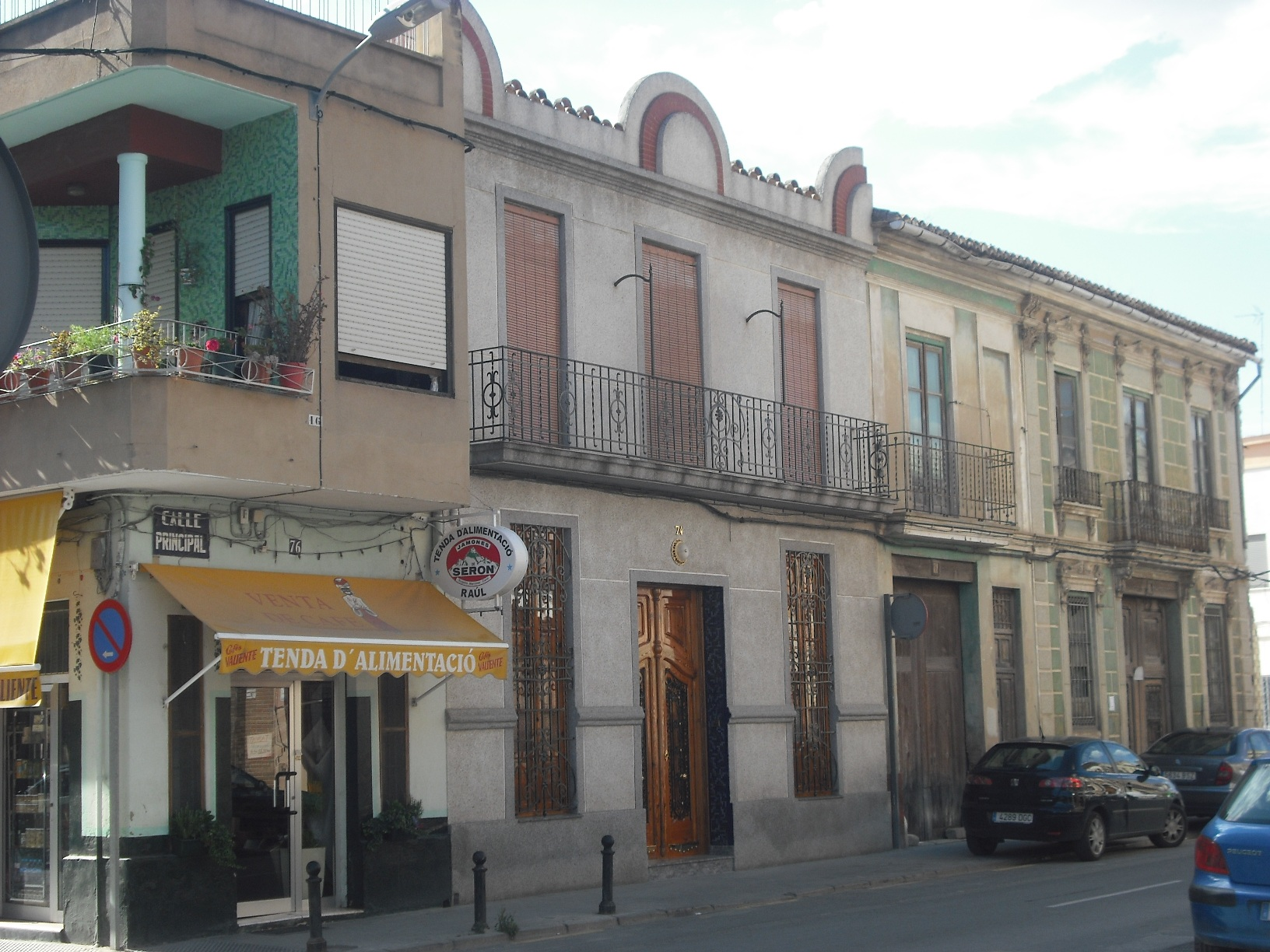
Carrer principal del Castellar

El tercer diumenge de setembre hi ha la celebració de la Festa de la Patrona, la Mare de Déu de Rosari i de Lepanto, amb una processó pels carrers del poble. Com a servicis públics, el Castellar-l'Oliveral compta amb tres centres educatius públics: l'IES El Ravatxol, on s'impartix l'ESO; el CEIP Pintor Vicente López, amb educació infantil i primària i el CEIP d´Educació Especial Rosa Llàcer, amb educació Infantil, Primària, Secundària i TVA. També compta amb l'església parroquial de la Mare de Déu del Rosari i de Lepanto del Castellar i l'església parroquial de Sant Martí de Porres de l'Oliveral; el Teatre l'Horta, amb 228 seients i la Piscina Municipal Enrique Velarte, piscina de 25 metres (mitja olímpica) a l'aire lliure.

## Transport

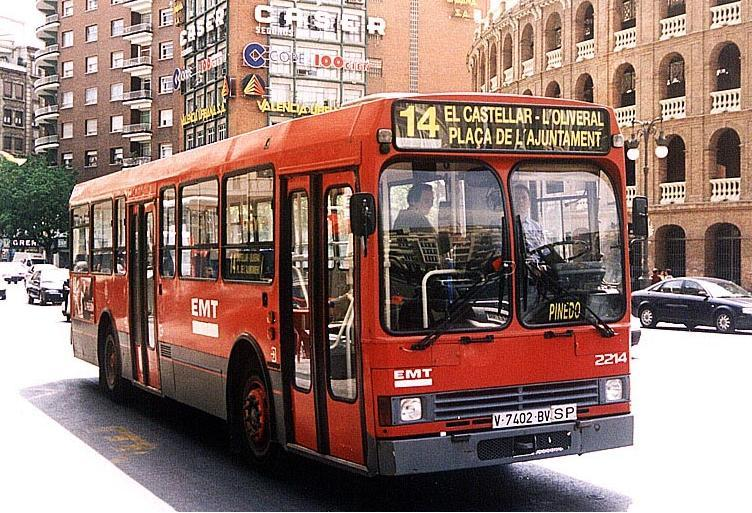
Autobús de la línia 14

- Empresa Municipal de Transports de València (EMT)[6]
  - 14 - 23
- Xarxa de Carreteres de l'Estat Espanyol[7]
  - V-30 - V-31 - N-335
- Xarxa de Carreteres de la Generalitat Valenciana[8]
  - CV-500
- Valenbisi
  - Sense aparcaments.[9]